# Крымзарайкинское сельское поселение
Крымзара́йкинское се́льское поселе́ние (чув. Крымсарайккӑ ял тӑрӑхӗ) — упразднённое в 2022 году муниципальное образование в составе Аликовского муниципального округа Чувашской Республики. Административный центр — село Крымзарайкино.

## Природа

### Реки и озера
По землям поселения течет река Сорма, полноводная весной.

## Состав поселения
| № | Населённый пункт | Тип населённого пункта | Население |
| - | ---------------- | ---------------------- | --------- |
| 1 | Кораккасы        | деревня                | ↗91       |
| 2 | Крымзарайкино    | село                   | ↗72       |
| 3 | Лобашкино        | деревня                | ↗151      |
| 4 | Сормвары         | деревня                | ↗186      |
| 5 | Сормпось-Мочей   | деревня                | ↗92       |
| 6 | Хорнзор          | деревня                | ↗124      |
| 7 | Чердаки          | деревня                | ↗87       |
| 8 | Шоркасы          | деревня                | ↗140      |
| 9 | Яргунькино       | деревня                | ↗148      |

## Население
| 2010 | 2012 | 2013 | 2014 | 2015 | 2016 | 2017 |
| ---- | ---- | ---- | ---- | ---- | ---- | ---- |
| 848  | ↘799 | ↘767 | ↘750 | ↘734 | ↘693 | ↘654 |
| 2018 | 2019 | 2020 | 2021 |      |      |      |
| ↘618 | ↘594 | ↘568 | ↘541 |      |      |      |

## Связь и средства массовой информации
- Связь: ОАО «Волгателеком», Би Лайн, МТС, Мегафон. Развит интернет ADSL-технологии.
- Газеты и журналы: Аликовская районная газета «Пурнăç çулĕпе» — «По жизненному пути» Язык публикаций: чувашский, русский.
- Телевидение: Население использует эфирное и спутниковое телевидение, за отсутствием кабельного телевидения. Эфирное телевидение позволяет принимать национальный канал на чувашском и русском языках.
- Радио: Радио Чувашии, Национальное радио Чувашии